# Fürstenfeld (distrikt)
Fürstenfeld var ett distrikt i förbundslandet Steiermark i Österrike. Det slogs den 1 januari 2013 samman med distriktet Hartberg och bildade det nya distriktet Hartberg-Fürstenfeld.
Distriktet bestod av 14 kommuner, varav en stadskommuner och två köpingskommuner:
Stadskommun (Stadtgemeinde):
- Fürstenfeld

Köpingskommuner (Marktgemeinden):
- Burgau
- Ilz

Kommuner (Gemeinden):

- Altenmarkt bei Fürstenfeld
- Bad Blumau
- Großsteinbach
- Großwilfersdorf
- Hainersdorf
- Loipersdorf bei Fürstenfeld
- Nestelbach im Ilztal
- Ottendorf an der Rittschein
- Stein
- Söchau
- Übersbach